# Britisch-kanadische Beziehungen
Die Britisch-kanadischen Beziehungen sind das zwischenstaatliche Verhältnis von Kanada und dem Vereinigten Königreich. Die bilateralen Beziehungen sind von einer engen historischen Verbundenheit, umfangreichen Handels- und Investitionskontakten sowie vielfältigen kulturellen Verflechtungen geprägt. Beide Staaten teilen sich als Teil des Commonwealth Realm dasselbe Staatsoberhaupt und zählen zu den ältesten parlamentarischen Demokratien der Welt. Die enge Partnerschaft beider Staaten wird durch zahlreiche kulturelle (wie z. B. die gemeinsame englische Sprache) und politische Gemeinsamkeiten (wie z. B. das Westminster-System) begünstigt. Kanada und Großbritannien arbeiten in zahlreichen internationalen Bündnissen und Organisationen eng zusammen; sie sind die einzigen zwei Länder, die zugleich Mitglieder der OECD, OSZE, NATO, G7, G20 und des Commonwealth of Nations sind.

## Geschichte

### Britische Kolonisierung Kanadas

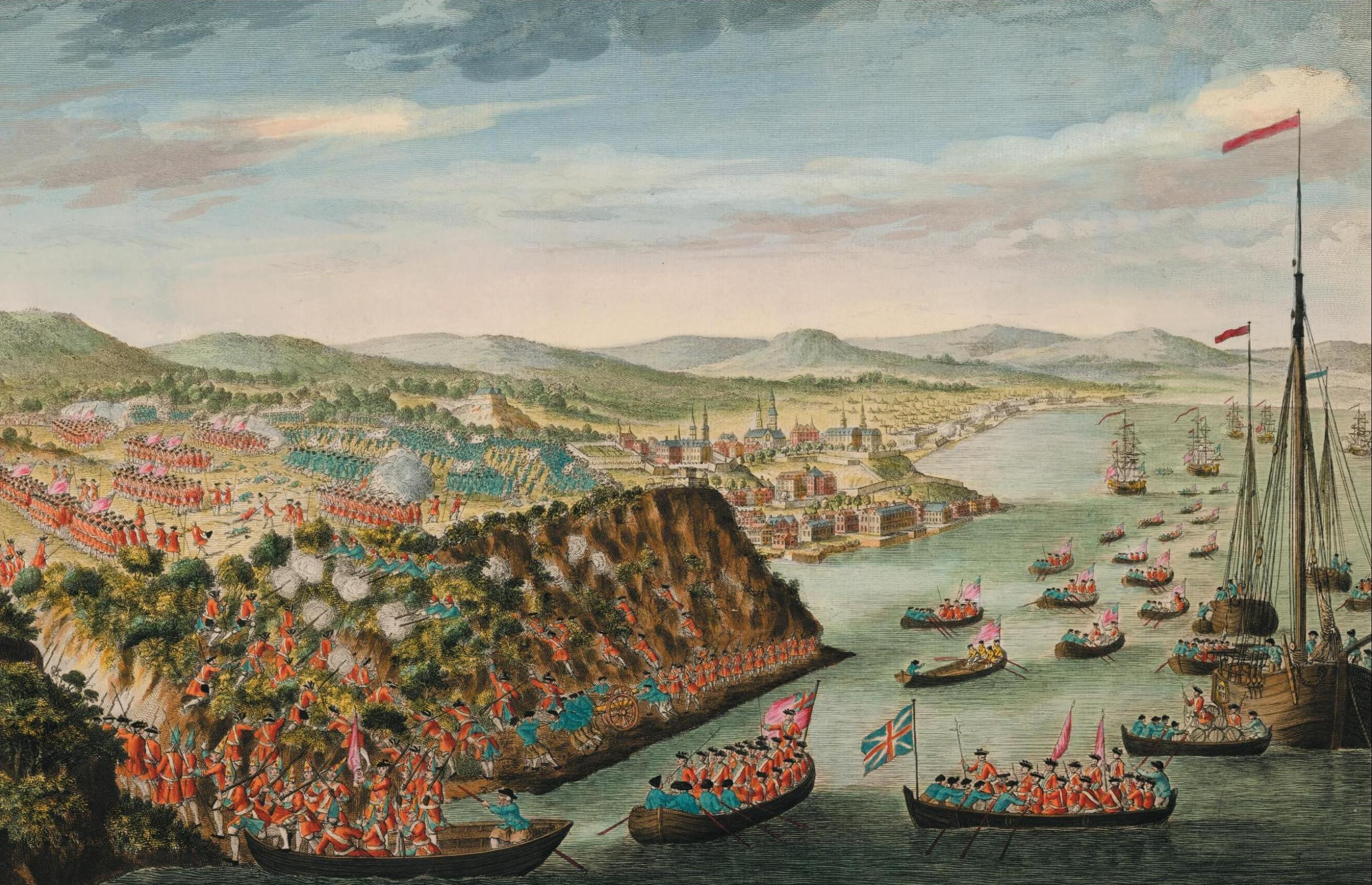
Abbildung der Schlacht auf der Abraham-Ebene 1759, bei der die Briten die Stadt Québec einnehmen konnten

Die ersten englischen Entdecker erreichten Ende des 15. Jahrhunderts die Küsten Nordamerikas. Im Jahr 1497 kartografierte John Cabot im Auftrag der englischen Krone Teile der atlantischen Küste Kanadas und Neufundlands, die er im Namen der englischen Könige in Besitz nahm, auch wenn die englische Besiedlung erst deutlich später im frühen 17. Jahrhundert begann. So wurde 1610 in Neufundland die erste englische Kolonie gegründet. Parallel dazu hatten sich seit 1604 in Neufrankreich (dem von Frankreich beanspruchten Gebiet im heutigen Kanada) französische Kolonien etabliert. Zwischen Briten und Franzosen entbrannte in den folgenden Jahrzehnten ein Machtkampf um diese in Nordamerika. Dieser kulminierte im Siebenjährigen Krieg (1756–1763), aus dem Großbritannien siegreich hervorging. Mit dem Frieden von Paris 1763 musste Frankreich fast alle seine Besitzungen in Nordamerika an Großbritannien abtreten. Das eroberte französische Kerngebiet am Sankt-Lorenz-Strom wurde von London zur neuen Province of Quebec umorganisiert. Die britische Herrschaft passte die Verwaltung an die bestehenden Verhältnisse an, etwa durch den Quebec Act 1774, der den frankokanadischen Katholiken Religionsfreiheit gewährte und die Weitergeltung des französischen Zivilrechts zuließ.
In den südlich angrenzenden Dreizehn Kolonien erklärte sich 1776 die Vereinigte Staaten von Amerika für unabhängig, was einen Zustrom loyaler britischer Kolonisten nach Kanada auslöste. Über 40.000 sogenannte Loyalisten – Briten, aber auch dort ansässige Menschen unterschiedlicher Herkunft, die der Krone treu blieben – flohen während und nach dem Amerikanischen Unabhängigkeitskrieg nach Nova Scotia, Québec und andere britische Gebiete in Kanada. Diese Einwanderung verstärkte die englischsprachige, britischstämmige Besiedelung Kanadas erheblich, welche loyale Untertanen der britischen Krone blieben. In den folgenden Jahrzehnten dehnten die Briten ihre Kolonialherrschaft in Nordamerika weiter aus: Durch Zuwanderung wuchsen die englisch geprägten Siedlungen im Großraum der heutigen Provinz Ontario (damals Oberkanada), während zugleich atlantische Kolonien wie Nova Scotia, New Brunswick und Prince Edward Island fest im britischen Empire verankert waren.

### Kanada als britisches Dominion

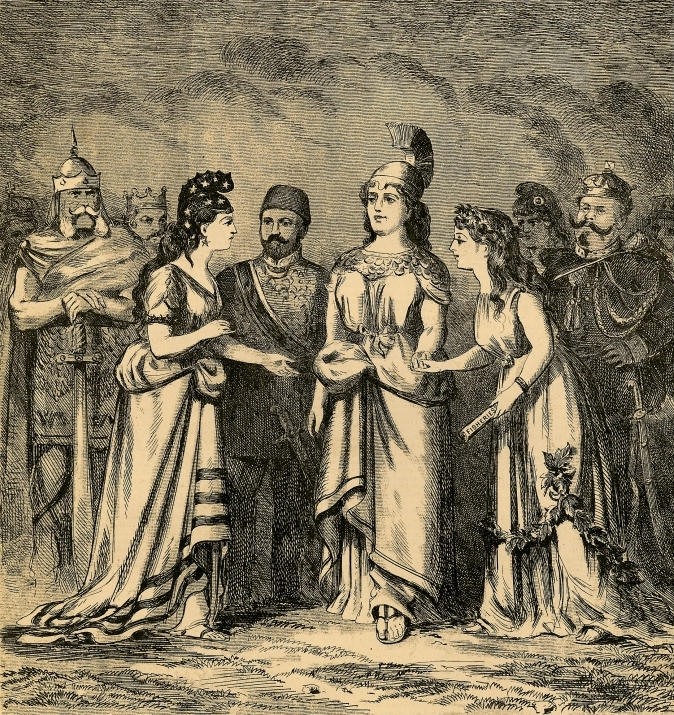
Eine politische Karikatur aus dem Jahr 1871, die „Kanada“ an der Hand von „Britannia“ zeigt, während Kanada sein Debüt im „Rat der Nationen“ gibt.

Am 1. Juli 1867 schlossen sich die Provinz Kanada (Ontario und Québec) sowie Nova Scotia und New Brunswick auf Grundlage des British North America Act 1867 zu einem föderalen Bundesstaat zusammen, dem später weitere Gebiete beitraten. Dieses Dominion of Canada besaß ein eigenes Parlament und eine eigenverantwortliche Innenpolitik, blieb jedoch unter der formalen Oberhoheit der britischen Krone und fungierte völkerrechtlich weiterhin als Teil das des Britischen Empire. In der Praxis bedeutete dies, dass Kanadas Außenpolitik und Verteidigung zunächst von London gesteuert wurden. So wurden Kanadas formelle diplomatische Beziehungen zu anderen Ländern in der zweiten Hälfte des 19. Jahrhunderts ausschließlich über das britische Foreign Office abgewickelt, da das Dominion selbst noch keinen unabhängigen Status in der Weltpolitik hatte. Erst am 1. Juni 1909 richtete Kanada ein eigenes Außenministerium (Department of External Affairs) ein, um schrittweise mehr Kontrolle über seine internationalen Angelegenheiten zu gewinnen.
Trotz dieser begrenzten Souveränität engagierte sich Kanada bereits als Dominion in imperialen Belangen Großbritanniens. Dies zeigte sich etwa 1899 im Zweiten Burenkrieg in Südafrika: Auf Drängen Londons entsandte die kanadische Regierung Freiwilligenverbände zur Unterstützung der britischen Truppen. Allerdings führte dieses Engagement zu innenpolitischen Spannungen – insbesondere viele frankophone Kanadier lehnten eine Beteiligung an „britischen“ Kriegen ab, während anglophone Kanadier sie befürworteten. Der Kompromiss, nur freiwillige Einheiten unter britischem Kommando kämpfen zu lassen, konnte das Auseinanderdriften der englisch- und französischstämmigen Bevölkerungsteile nicht gänzlich verhindern und löste in Québec heftige Debatten aus. Großbritanniens Wunsch nach imperialer Unterstützung betraf auch die Seerüstung: 1910 gründete Premierminister Wilfrid Laurier zwar eine kanadische Marine, stellte aber klar, dass diese im Kriegsfall der britischen Admiralität unterstellt würde.
Mit Ausbruch des Ersten Weltkriegs 1914 trat Kanada automatisch an der Seite Großbritanniens in den Krieg ein. Über 620.000 Kanadier dienten in diesem Krieg, der einen wichtigen Beitrag zur kanadischen Nationsbildung leistete. Kanada war auf den Schlachtfeldern Europas (z. B. in der Schlacht bei Arras) direkt der britischen Armee unterstellt und opferte etwa 60.000 Soldatenleben. Die Anerkennung dieser Leistungen trug dazu bei, dass Kanada nach dem Krieg erstmals als eigenständige Nation auf internationaler Bühne in Erscheinung trat – unter anderem als Unterzeichner des Versailler Vertrags 1919 und Gründungsmitglied des Völkerbundes. In Kanada mehrten sich nun auch unter der anglophonen Bevölkerung die Stimmen nach mehr Eigenständigkeit in den Außenbeziehungen Kanadas.
Die schrittweise Emanzipation Kanadas von Großbritannien erreichte in den 1920er und 1930er Jahren ihren Abschluss. Auf der Londoner Konferenz von 1926 verabschiedeten die Regierungschefs des Empires die zweite Balfour-Deklaration, welche feststellte, dass Großbritannien und die Dominions „gleichberechtigte Gemeinschaften innerhalb des Empire“ seien. Diese politische Gleichstellung wurde rechtlich mit dem Statut von Westminster 1931 umgesetzt. Durch dieses britische Gesetz erlangte Kanada vollständige Souveränität über seine Gesetzgebung und Außenpolitik. Damit endete die koloniale Unterordnung; das kanadische Parlament konnte nun eigenständig Gesetze erlassen und Verträge schließen, ohne Zustimmung Londons. Kanada trat noch 1931 dem Britischen Commonwealth of Nations als autonomes Mitglied bei. Die personalunionsartige Verbindung zum britischen Königshaus – der Monarch blieb kanadisches Staatsoberhaupt – blieb jedoch bestehen. Die Verfassung Kanadas basierte zwar weiterhin formal auf britischen Gesetzen, wurde jedoch 1982 durch den Canada Act endgültig in kanadische Verantwortung überführt.

### Beziehungen nach der Unabhängigkeit Kanadas

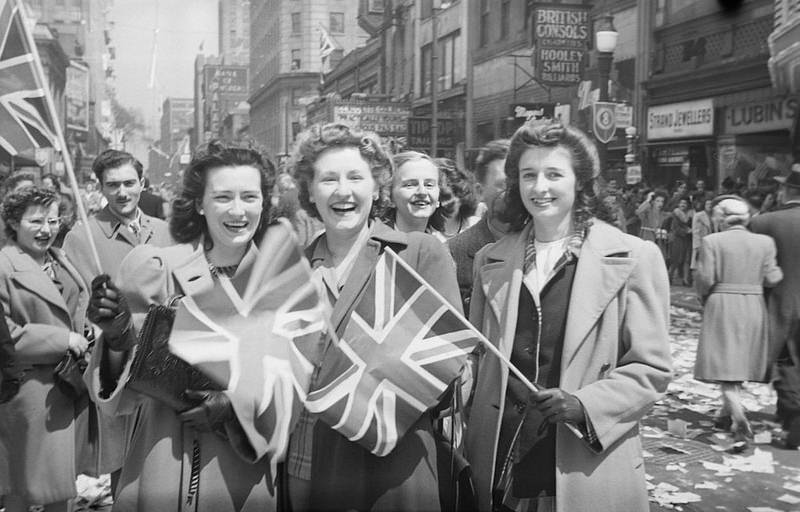
Feierlichkeiten am Victory Day in Montreal (1945)

Nach Erlangung der vollen Unabhängigkeit blieben Kanada und das Vereinigte Königreich enge Verbündete. Im Zweiten Weltkrieg kämpften kanadische Truppen erneut Seite an Seite mit den britischen Streitkräften, etwa bei der Schlacht um die Normandie 1944, und Kanada stellte der von Großbritannien geführten Kriegskasse umfangreiche materielle Unterstützung bereit. Obwohl Kanada 1939 den Kriegseintritt technisch selbstständig erklärte (und diesen Schritt aus innenpolitischen Gründen um eine Woche verzögerte), war es faktisch Teil der alliierten Kriegsanstrengung des Commonwealth. Die gemeinsame Erfahrung des Weltkriegs vertiefte die Verbindung beider Länder. Unmittelbar nach 1945 zählten Kanada und Großbritannien zu den Initiatoren wichtiger multilateraler Bündnisse: 1945 wurden beide Gründungsmitglieder der Vereinten Nationen, 1949 gehörten sie zu den zwölf Erstunterzeichnern des Nordatlantik-Pakts (NATO). Bis heute sind Kanada und Großbritannien die einzigen Staaten, die gleichzeitig in so gut wie allen zentralen westlichen Bündnissen vertreten sind (darunter G7, G20, NATO, OSZE und Commonwealth).
Gleichzeitig begann sich Kanadas Außenpolitik nach 1945 in Nuancen von der britischen Linie zu lösen. Ein markanter Wendepunkt war die Suezkrise 1956: Als Großbritannien (mit Frankreich) militärisch auf die Verstaatlichung des Suezkanals in Ägypten reagierte, verweigerte Kanada offen die Unterstützung dieser Aktion. Stattdessen trat der kanadische Außenminister Lester B. Pearson erfolgreich für eine neutrale UN-Friedensmission ein, um den Konflikt zu entschärfen, wofür er den Friedensnobelpreis erhielt. Dieses Verhalten – entgegen dem „Mutterland“ – galt als symbolische endgültige Loslösung Kanadas von einer automatisch an London orientierten Außenpolitik. Ab den 1970er Jahren veränderten sich die Rahmenbedingungen der Beziehungen: Großbritannien band sich wirtschaftlich zunehmend an Europa (Beitritt zur Europäischen Gemeinschaft 1973), während Kanada seine Wirtschaftsbeziehungen vor allem mit den USA intensivierte (Freihandelsabkommen 1988, NAFTA 1994). Diese Entwicklungen führten zu einer relativen Abnahme der früher dominierenden wirtschaftlichen Verflechtung zwischen Kanada und dem UK.

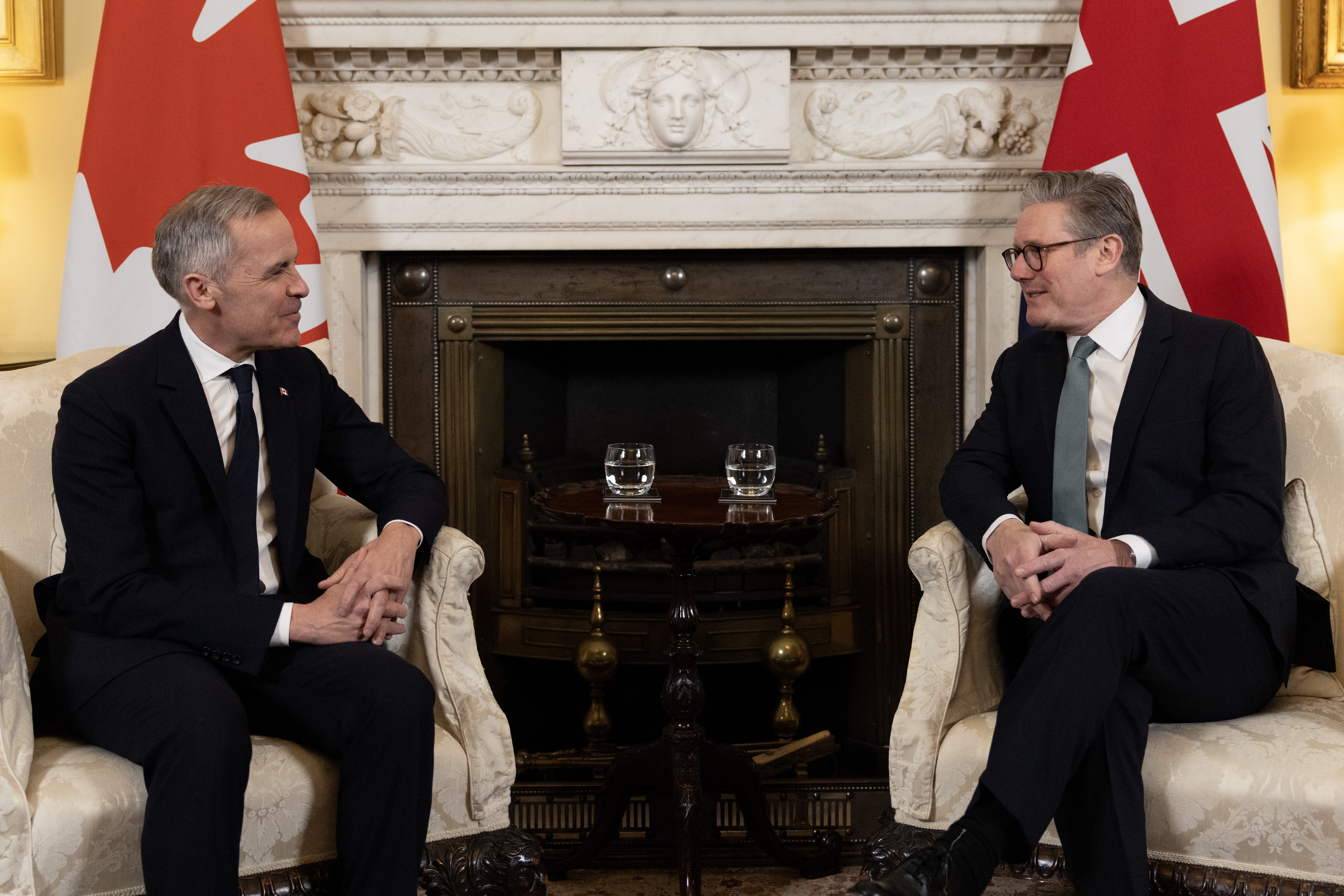
Mark Carney mit Keir Starmer (2025)

Politisch und militärisch blieben die beiden Länder jedoch enge Partner. Beide unterstützten etwa in den 1980er Jahren Sanktionen gegen das südafrikanische Apartheid-Regime, wirkten in den 1990ern an NATO-Friedensmissionen (z. B. in Jugoslawien) mit und traten im 21. Jahrhundert gemeinsam für eine regelbasierte internationale Ordnung ein. Beide Länder beteiligten sich nach den Terroranschlägen am 11. September 2001 an dem Einsatz der ISAF in Afghanistan. Unter Premierminister Jean Chrétien weigerte sich Kanada 2003 jedoch, im Gegensatz zu seinem britischen Gegenpart Tony Blair, der Koalition der Willigen im Irakkrieg beizutreten. Aktuelle Herausforderungen wie der Klimawandel, globale Gesundheitskrisen oder internationale geopolitische Krisen (etwa in Bezug auf Russlands Krieg gegen die Ukraine ab 2022) begegnen Kanada und Großbritannien in enger Abstimmung mit gleichgesinnten Verbündeten.
Im März 2025 wurde Mark Carney zum neuen kanadischen Premierminister vereidigt, der zwischen 2013 und 2020 als Gouverneur der Bank of England amtiert hatte. Zwei Monate später besuchte der britische König Charles III. Kanada bei seinem ersten ausländischen Staatsbesuch, wo er eine Rede vor dem kanadischen Parlament hielt. Dies war das zweite Mal in Kanadas Geschichte, dass ein britischer Monarch das Parlament eröffnete. Sein Besuch erfolgte in einem symbolisch wichtigen Moment, der in eine Zeit steigender Spannungen zwischen Kanada und seinem Nachbarn USA fiel, nachdem Donald Trump zum zweiten Mal zum US-Präsidenten gewählt worden war, was Kanadier und Briten enger zusammenbrachte.

## Wirtschaftsbeziehungen
Schon im 19. Jahrhundert war Großbritannien aufgrund kolonialer Handelspräferenzen Kanadas mit Abstand wichtigster Handelspartner – die britischen Märkte nahmen einen Großteil von Kanadas Holz, Pelzen, Getreide und anderen Rohstoffen ab und britisches Kapital finanzierte den Aufbau der kanadischen Infrastruktur (etwa Eisenbahnlinien). Nach der Lockerung der britischen Zollpolitik und insbesondere im Verlauf des 20. Jahrhunderts verschob sich diese Dominanz jedoch zugunsten der Vereinigten Staaten. Seit dem Zweiten Weltkrieg ist die US-amerikanische Wirtschaft für Kanada bedeutender als die britische, was zu einer relativen Abnahme der Bedeutung der Handelsbeziehungen führte. Dennoch blieb Großbritannien ein wichtiger ökonomischer Akteur in Kanada. Das Vereinigte Königreich war im Jahr 2024 Kanadas drittgrößter Einzel-Handelspartner (nach den USA und der Volksrepublik China). Der bilaterale Waren- und Dienstleistungshandel hatte einen Wert von rund 61 Milliarden kanadischen Dollar. Gehandelt werden neben Rohstoffen und Nahrungsmitteln auch Pharmaerzeugnisse und industrielle Güter.
Neben dem Warenverkehr sind Investitionen ein zentraler Aspekt der bilateralen Wirtschaftsbeziehungen. Großbritannien ist nach den USA der zweitgrößte Auslandsinvestor in Kanada. Über 1.100 britische Unternehmen sind in Kanada aktiv und beschäftigen dort rund 170.000 Arbeitnehmer. Britisches Kapital spielt u. a. im kanadischen Finanzsektor, im Bergbau sowie in Immobilien eine bedeutende Rolle. Umgekehrt investiert auch Kanada umfangreich in Großbritannien: Das Vereinigte Königreich ist das wichtigste europäische Zielland für kanadische Direktinvestitionen und weltweit der drittgrößte Empfänger kanadischer Auslandsinvestitionen (nach den USA und wenigen Offshore-Finanzzentren). Direkte Flugverbindungen (z. B. Toronto–London) bestehen seit den 1950er Jahren und haben die Kontakte weiter begünstigt. Im Jahr 2022 besuchten rund 636.000 britische Touristen Kanada, deutlich mehr als aus jedem anderen Überseeland. Umgekehrt bereisen auch viele Kanadier die britischen Inseln.
Bis 2020 galt im Verhältnis Kanada–UK das umfassende Wirtschafts- und Handelsabkommen CETA zwischen Kanada und der Europäischen Union, das Zölle und Handelshemmnisse weitgehend abgebaut hatte. Um einen nahtlosen Übergang sicherzustellen, schlossen Kanada und Großbritannien Ende 2020 ein Übergangsabkommen und nahmen Verhandlungen über ein umfassendes Freihandelsabkommen auf. 2023 trat das Vereinigte Königreich zudem dem Freihandelsabkommen CPTPP bei, dem auch Kanada angehört.

## Kulturbeziehungen

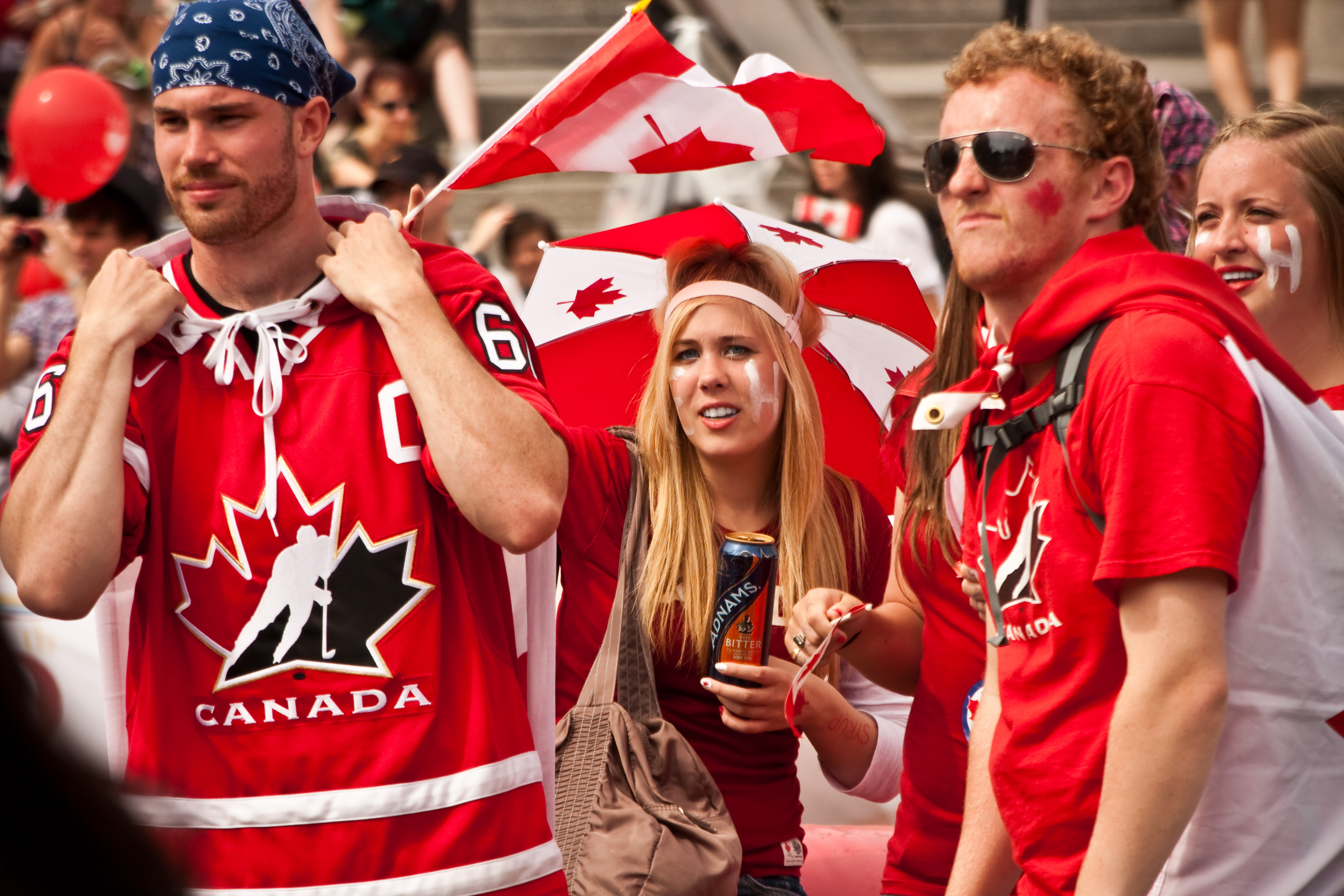
Feierlichkeiten zum Canada Day in London (2010)

Kanada und Großbritannien sind durch enge kulturelle, gesellschaftliche und historische Bande verknüpft. Die Beziehungen speisen sich aus einer gemeinsamen Geschichte als frühere Kolonialmacht und Kolonie sowie aus anhaltenden zwischenmenschlichen Kontakten auf allen Ebenen. Bis heute ist die Bevölkerung Kanadas zu einem großen Teil britischer Abstammung. Laut Volkszählung 2021 haben 11,1 Millionen Kanadier – entsprechend 30,8 % der Einwohner – britische Wurzeln. Historisch lag der Anteil sogar noch höher (1921 waren es 55,4 % der Bevölkerung), was die tiefe demografische Prägung durch Zuwanderer von den Britischen Inseln verdeutlicht. Zugleich lebt in Kanada eine große Gemeinschaft an gebürtigen Briten fort: Über 600.000 in Großbritannien geborene Personen sind heute Einwohner Kanadas, was etwa 2 % der kanadischen Gesamtbevölkerung entspricht. Britische Einwanderer sowie ihre Nachfahren haben die kanadische Gesellschaft in Sprache, Kultur und Institutionen maßgeblich mitgeformt. So wurde z.b. die in Kanada beliebte Sportart Curling von schottischen Einwanderern eingeführt.
Verbunden sind beide Gesellschaften durch die gemeinsame englische Sprache, dem Westminster-System und die gemeinsame Monarchie. Zahlreiche Kultur- und Bildungseinrichtungen fördern den bilateralen Austausch. Das britische Kulturinstitut British Council ist in Kanada aktiv und unterstützt kulturelle Programme, Sprachkurse und den akademischen Austausch, während in Großbritannien der Canada Council aktiv ist. Auf der Ebene von wissenschaftlichen Einrichtungen und Universitäten besteht ein enger Austausch, begünstigt durch verwandte Bildungssysteme. Hochschulen, Forschungsinstitute und Unternehmen beider Länder kooperieren in Bereichen wie Medizin, Informationstechnologie und Klimaforschung. Im Jahr 2024 unterzeichneten die Regierungen ein aktualisiertes Memorandum of Understanding zur wissenschaftlich-technologischen Zusammenarbeit, das gemeinsame Schwerpunkte u. a. bei Quantenforschung, Künstlicher Intelligenz, Halbleiterentwicklung, Biotechnologie und sauberer Energie festlegte.

## Sicherheitsbeziehungen

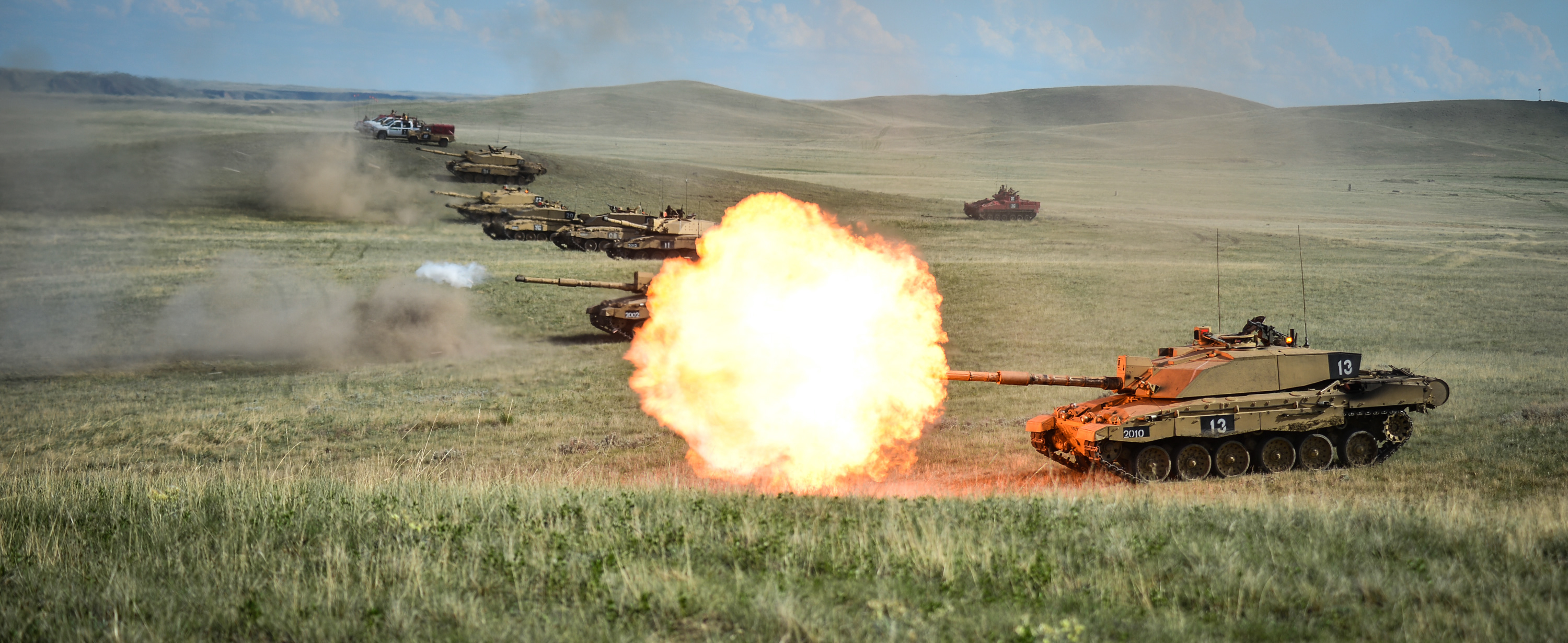
Panzer des Typs Challenger 2 der britischen Armee bei der British Army Training Unit Suffield (BATUS), einem Ausbildungszentrum in Alberta, Kanada.

Im Verlauf des 20. Jahrhunderts professionalisierte Kanada sein Militär zwar eigenständig, behielt aber viele gemeinsame militärische Traditionen, Werte und organisatorische Prinzipien mit Großbritannien bei. Beide Länder standen in nahezu allen größeren militärischen Konflikten des letzten Jahrhunderts Seite an Seite. Kanada und Großbritannien kämpften gemeinsam in zwei Weltkriegen sowie in zahlreichen anderen Einsätzen – von den Schlachtfeldern Europas 1914–1918 und 1939–1945 über den Korea-Krieg 1950–1953 (wo Kanada ein Infanteriebataillon unter UN-Flagge entsandte) bis hin zum Afghanistan-Einsatz der 2000er Jahre im Rahmen der NATO. Gemeinsam mit Australien und Neuseeland bestehen standardisierte Protokolle für Führungsstrukturen und Einsatzdoktrinen, um die Interoperabilität der Truppen zu gewährleisten (ABCA-Allianz). Zudem kooperieren die Verteidigungsministerien Kanadas und Großbritanniens eng in Rüstungsfragen und bei Forschung und Entwicklung. Großbritannien ist einer der wichtigsten Exportmärkte für kanadische Rüstungsprodukte – nur die USA nehmen mehr kanadisches Wehrmaterial ab. Umgekehrt zählen britische Firmen zu den größten Zulieferern für das kanadische Militär.
Kanadische und britische Militäreinheiten nehmen häufig an gemeinsamen Manövern und Übungen teil. Etwa im Rahmen der NATO-Übung Joint Warrior oder bei britisch-kanadischen Winterübungen in der Arktis, wo beide Länder ihre Zusammenarbeit intensiviert haben. Auf der Ebene der Geheimdieste sind beide Länder Mitglieder der Five Eyes und unterhalten eine enge Kooperation in Bereichen wie Spionageabwehr, Signals Intelligence und Terrorismusbekämpfung.

## Diplomatische Standorte
- Kanada unterhält ein Hochkommissariat in London.
- Das Vereinigte Königreich unterhält ein Hochkommissariat in Ottawa sowie Generalkonsulate in Toronto, Montreal, Calgary und Vancouver.

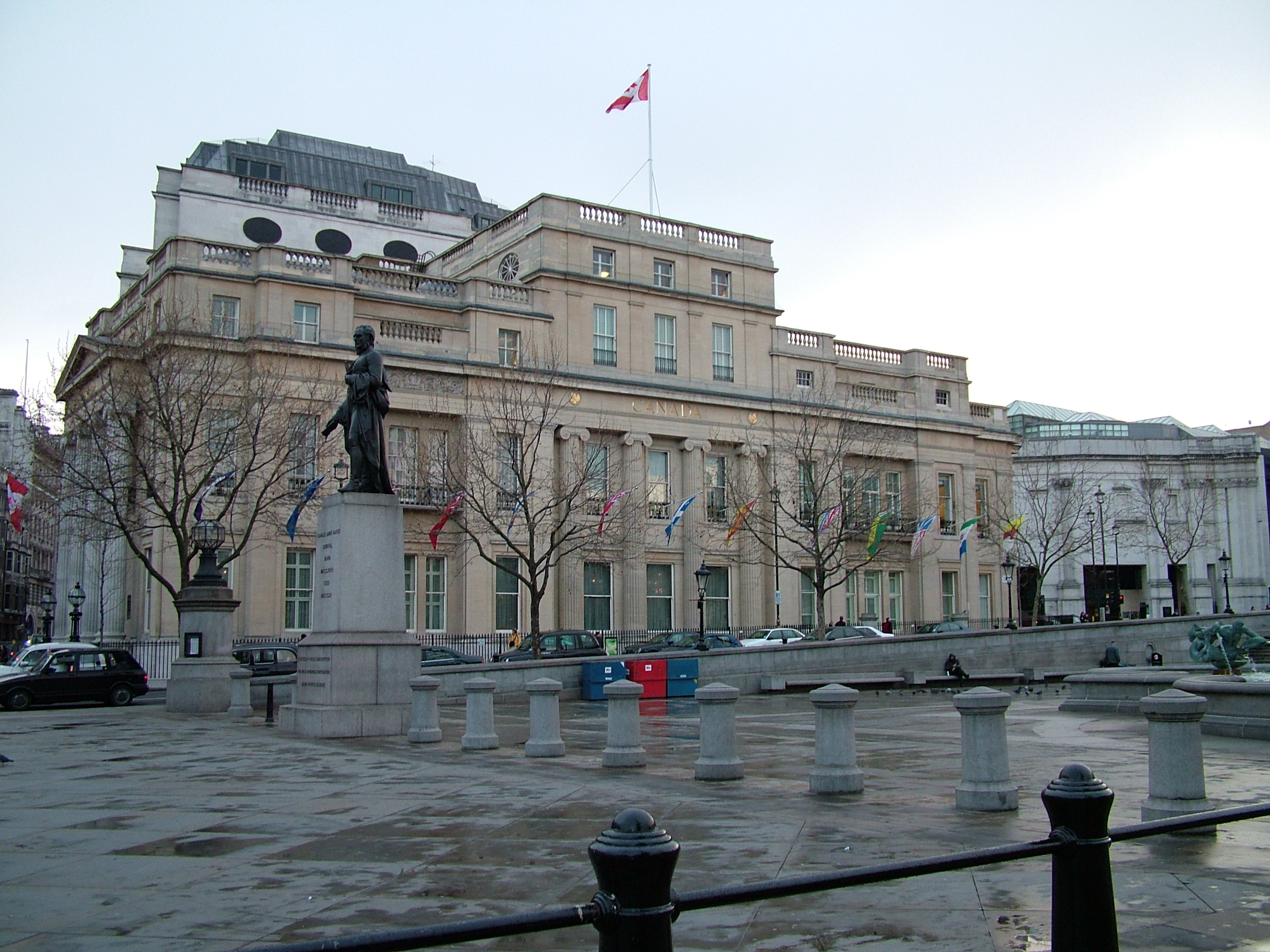
Kanadisches Hochkommissariat in London
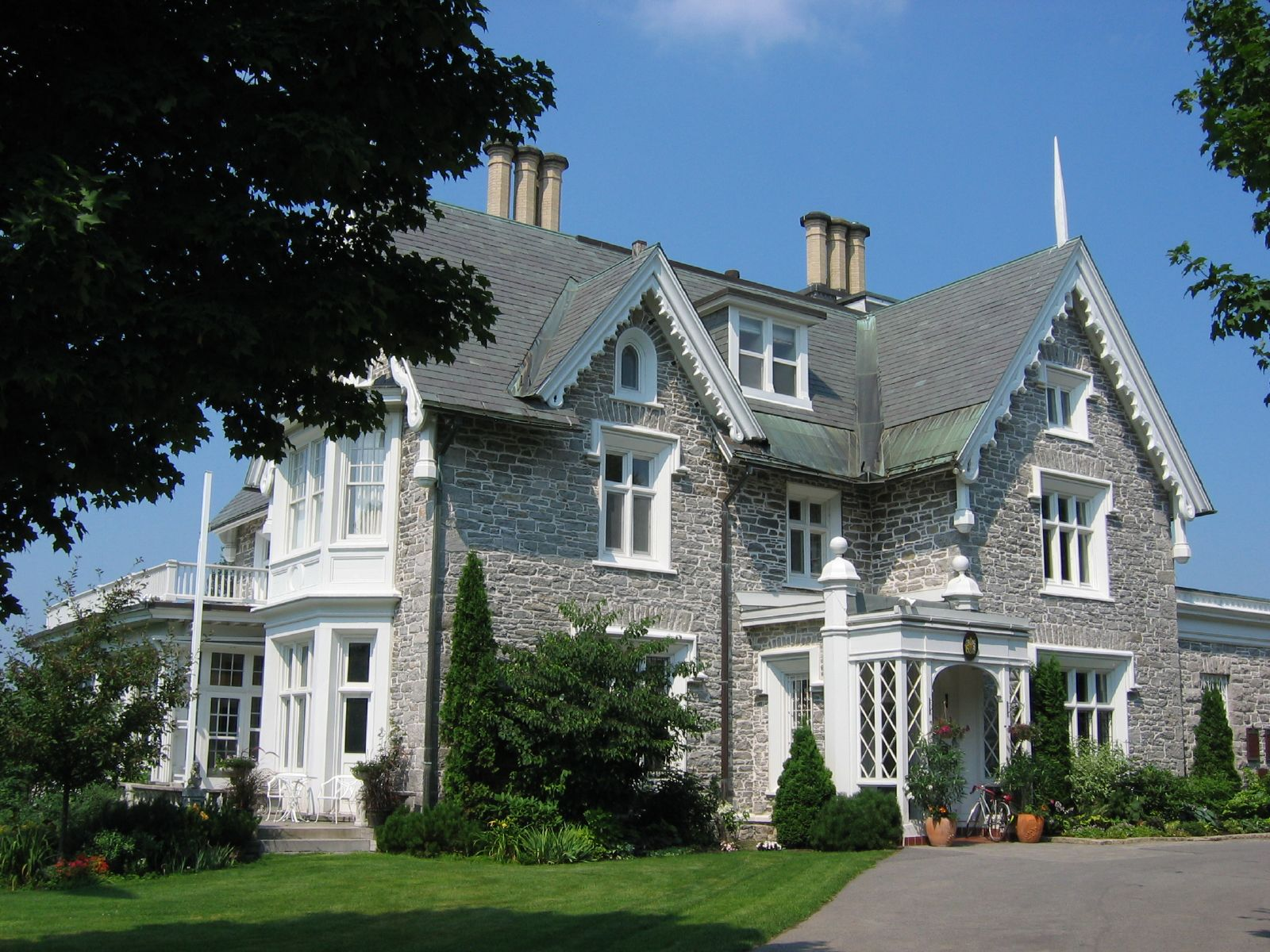
Britisches Hochkommissariat in Ottawa